# St. Peter und Paul (Halberstadt)

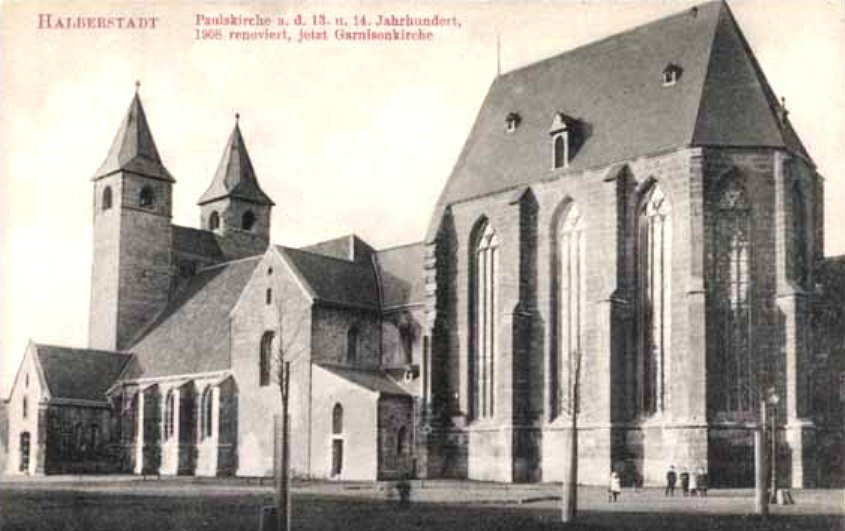
Die Paulskirche nach der Restaurierung 1908

Die Kirche St. Peter und Paul, oft kurz Paulskirche, war eine Kirche in Halberstadt in Sachsen-Anhalt. Sie stand am Ostrand der historischen Altstadt nördlich des Breiten Wegs. Nachdem die Kirche im Zweiten Weltkrieg am 8. April 1945 bei dem Luftangriff auf Halberstadt ausgebrannt war, wurde die stattliche Ruine 1969 gesprengt.

## Architektur
Die Kirche war als dreischiffige Pfeilerbasilika ausgeführt und verfügte an ihrer Westseite über zwei Kirchtürme. Im Inneren war das Kirchenschiff flach gedeckt. Das Querschiff wurde von einem Kreuzgratgewölbe mit ausgeschiedener Vierung überspannt. Das Chorquadrat hatte ebenfalls ein Kreuzgratgewölbe. Der an der Ostseite befindliche Chor hatte einen Fünfachtelschluss. Er war auf zwei Jochen mit einem Kreuzrippengewölbe versehen. In der Ecke zwischen dem südlichen Arm des Querschiffs und dem Chor befand sich ein ebenfalls mit einem Kreuzgewölbe überspannter Raum. In der Nordseite des Querschiffs befand sich ein schlichtes Portal, das ursprünglich als Zugang zum Kreuzgang diente. Ein weiteres Portal war auf der Nordseite am Seitenschiff nahe dem Turm angeordnet. Das Hauptportal befand sich ursprünglich an der Westseite. Bemerkenswert war hieran ein doppelt gewölbter Bogen.
Am westlichen Ende des südlichen Seitenschiffs, nahe beim Turm, befand sich die Peterskapelle, die ebenfalls über ein Kreuzgewölbe verfügte.

## Geschichte
Der Kirchenbau ging auf die Gründung des Kollegiatstifts St. Peter und Paul durch Bischof Burchard II. um 1083/85 zurück. Nach einer Zeit des Verfalls wurde er bereits 1122 renoviert. Bei einem Stadtbrand im Jahr 1179 kam es zu Beschädigungen. Eine erneute Beschädigung folgte 1246. Daran schloss sich eine Verbreiterung der Seitenschiffe bis zur Flucht des Querschiffes an. Im 13. Jahrhundert wurde der obere Teil der Kirchtürme erbaut, die in dieser Form bis zur Zerstörung im 20. Jahrhundert erhalten blieben. Ab 1363 erhielt die Kirche einen neuen Chor, der an die Stelle der zuvor vorhandenen Apsis und von ehemaligen Nebenchören trat. Der neue Chor war deutlich höher als das Kirchenschiff und gab der Kirche nun das Gepräge einer Sattelkirche. Die Weihe des Chors erfolgte vermutlich im Jahr 1408. Im 14. Jahrhundert wurde eine Peterskapelle angefügt. Die Propstei über das Stift lag beim Domkapitel Halberstadt.
Um 1540 setzte sich in Halberstadt die lutherische Reformation durch. Das St.-Pauli-Stift blieb als geistliche Körperschaft bestehen. Das Stiftskapitel umfasste neben der lutherischen Mehrheit noch bis ins 18. Jahrhundert auch einige katholische Kanoniker. Streitigkeiten zwischen den Stiftsherren und der Paulskirchengemeinde wurden 1709 durch einen Vertrag beigelegt, durch den der Chor ausschließlich dem Stift, der übrige Kirchenraum der Gemeinde zur Nutzung zugesprochen wurde. Das Kollegiatstift wurde im Jahr 1810, die Pfarrei im Jahr 1812 von den Behörden des Königreichs Westphalen aufgehoben. Das Kirchengebäude diente dann als Lazarett und Magazin für Proviant. In den Jahren von 1906 bis 1908 erfolgte eine Restaurierung. Das Gebäude wurde danach als Garnisonkirche genutzt. Die Kirche brannte am 8. April 1945 bei der Bombardierung von Halberstadt im Zweiten Weltkrieg bis auf die Umfassungsmauern aus. Der in der Kirche befindliche barocke, ursprünglich aus der Liebfrauenkirche stammende Orgelprospekt wurde dabei ebenfalls vernichtet. Im Jahr 1969 wurde die stattliche Ruine – trotz Protesten der Bevölkerung – gesprengt und abgerissen.